# Mistrovství Evropy ve fotbale 1976 (soupisky)
Soupisky Mistrovství Evropy ve fotbale 1976:

| Zlato                     | Stříbro        | Bronz                 |
| ------------------------- | -------------- | --------------------- |
| Československo • Soupiska | SRN • Soupiska | Nizozemsko • Soupiska |

## Československo
Hlavní trenér: Václav Ježek - Úmrtí - 27. srpna 1995 (ve věku 71 let)

| Jméno               | Datum narození | Datum úmrtí                         | Klub                 |          |
| Brankáři            | Brankáři       | Brankáři                            | Brankáři             | Brankáři |
| ------------------- | -------------- | ----------------------------------- | -------------------- | -------- |
| Ivo Viktor          | 21.5.1942      |                                     | Dukla Praha          |          |
| Alexander Vencel    | 8.2.1944       |                                     | ŠK Slovan Bratislava |          |
| Obránci             |                |                                     |                      |          |
| Jozef Čapkovič      | 1.11.1948      |                                     | ŠK Slovan Bratislava |          |
| Anton Ondruš –      | 27.3.1950      |                                     | ŠK Slovan Bratislava |          |
| Ján Pivarník        | 13.11.1947     |                                     | ŠK Slovan Bratislava |          |
| Ladislav Jurkemik   | 20.7.1953      |                                     | Inter Bratislava     |          |
| Koloman Gögh        | 7.1.1948       | 11. listopadu 1995 (ve věku 47 let) | ŠK Slovan Bratislava |          |
| Jozef Barmoš        | 28.8.1954      |                                     | Inter Bratislava     |          |
| Pavol Biroš         | 1.4.1953       | 20. srpna 2020 (ve věku 67 let)     | Slavia Praha         |          |
| Záložníci           |                |                                     |                      |          |
| Karol Dobiaš        | 18.12.1947     |                                     | Spartak Trnava       |          |
| Antonín Panenka     | 2.12.1948      |                                     | Bohemians Praha      |          |
| Jozef Móder         | 19.9.1947      |                                     | Lokomotiva Košice    |          |
| Jaroslav Pollák     | 11.7.1947      | 20. června 2020 (ve věku 72 let)    | FC Košice            |          |
| Dušan Herda         | 15.7.1951      |                                     | Slavia Praha         |          |
| František Štambachr | 13.2.1953      |                                     | Dukla Praha          |          |
| Přemysl Bičovský    | 18.8.1950      |                                     | Sklo Union Teplice   |          |
| Útočníci            |                |                                     |                      |          |
| Marián Masný        | 13.8.1950      |                                     | ŠK Slovan Bratislava |          |
| Zdeněk Nehoda       | 9.5.1952       |                                     | Dukla Praha          |          |
| Dušan Galis         | 24.11.1949     |                                     | FC Košice            |          |
| Ladislav Petráš     | 1.12.1946      |                                     | Inter Bratislava     |          |
| František Veselý    | 7.12.1943      | 30. října 2009 (ve věku 65 let)     | Slavia Praha         |          |
| Ján Švehlík         | 17.1.1950      |                                     | ŠK Slovan Bratislava |          |

## Nizozemsko
Hlavní trenér: George Knobel - Úmrtí - 5. května 2011 (ve věku 88 let)

| Jméno                | Datum narození | Datum úmrtí                         | Klub             |          |
| Brankáři             | Brankáři       | Brankáři                            | Brankáři         | Brankáři |
| -------------------- | -------------- | ----------------------------------- | ---------------- | -------- |
| Piet Schrijvers      | 15.12.1946     | 7. září 2022 (ve věku 75 let)       | AFC Ajax         |          |
| Jan Ruiter           | 24.11.1946     |                                     | RSC Anderlecht   |          |
| Jan Jongbloed        | 25.11.1940     | 31. srpna 2023 (ve věku 82 let)     | FC Amsterdam     |          |
| Obránci              |                |                                     |                  |          |
| Wim Suurbier         | 16.1.1945      | 12. července 2020 (ve věku 75 let)  | AFC Ajax         |          |
| Wim Rijsbergen       | 18.1.1952      |                                     | Feyenoord        |          |
| Adrie van Kraay      | 1.8.1953       |                                     | PSV Eindhoven    |          |
| Ruud Krol            | 24.3.1949      |                                     | AFC Ajax         |          |
| Wim Meutstege        | 28.6.1952      |                                     | Sparta Rotterdam |          |
| Henk van Rijnsoever  | 6.11.1952      |                                     | AZ '67 Alkmaar   |          |
| Záložníci            |                |                                     |                  |          |
| Johan Neeskens       | 15.9.1951      | 6. října 2024 (ve věku 73 let)      | FC Barcelona     |          |
| Wim Jansen           | 28.10.1946     |                                     | Feyenoord        |          |
| Johan Cruijff –      | 25.4.1947      | 24. března 2016 (ve věku 68 let)    | FC Barcelona     |          |
| Willy van de Kerkhof | 16.9.1951      |                                     | PSV Eindhoven    |          |
| Willem van Hanegem   | 20.2.1944      |                                     | Feyenoord        |          |
| Jan Peters           | 18.8.1954      |                                     | NEC Nijmegen     |          |
| René van de Kerkhof  | 16.9.1951      |                                     | PSV Eindhoven    |          |
| Peter Arntz          | 5.2.1953       |                                     | Go Ahead Eagles  |          |
| Jan van Deinsen      | 19.6.1953      |                                     | Go Ahead Eagles  |          |
| Útočníci             |                |                                     |                  |          |
| Johnny Rep           | 25.11.1951     |                                     | Valencia CF      |          |
| Rob Rensenbrink      | 3.7.1947       | 24. ledna 2020 (ve věku 72 let)     | RSC Anderlecht   |          |
| Ruud Geels           | 28.7.1948      | 18. listopadu 2023 (ve věku 75 let) | AFC Ajax         |          |
| Kees Kist            | 7.8.1952       |                                     | AZ '67 Alkmaar   |          |

## SRN
Hlavní trenér: Helmut Schön  - Úmrtí - 23. února 1996 (ve věku 80 let)

| Jméno                    | Datum narození | Datum úmrtí                      | Klub                     |          |
| Brankáři                 | Brankáři       | Brankáři                         | Brankáři                 | Brankáři |
| ------------------------ | -------------- | -------------------------------- | ------------------------ | -------- |
| Sepp Maier               | 28.2.1944      |                                  | FC Bayern Mnichov        |          |
| Rudolf Kargus            | 15.8.1952      |                                  | Hamburger SV             |          |
| Bernd Franke             | 12.2.1948      |                                  | Eintracht Braunschweig   |          |
| Obránci                  |                |                                  |                          |          |
| Berti Vogts              | 30.12.1946     |                                  | Borussia Mönchengladbach |          |
| Bernard Dietz            | 22.3.1948      |                                  | MSV Duisburg             |          |
| Hans-Georg Schwarzenbeck | 3.4.1948       |                                  | FC Bayern Mnichov        |          |
| Franz Beckenbauer –      | 11.9.1945      | 7. ledna 2024 (ve věku 78 let)   | FC Bayern Mnichov        |          |
| Peter Nogly              | 14.1.1947      |                                  | Hamburger SV             |          |
| Manfred Kaltz            | 6.1.1953       |                                  | Hamburger SV             |          |
| Peter Reichel            | 30.11.1951     |                                  | Eintracht Frankfurt      |          |
| Záložníci                |                |                                  |                          |          |
| Rainer Bonhof            | 29.3.1952      |                                  | Borussia Mönchengladbach |          |
| Uli Hoeneß               | 5.1.1952       |                                  | FC Bayern Mnichov        |          |
| Erich Beer               | 9.12.1946      |                                  | Hertha BSC               |          |
| Dietmar Danner           | 29.11.1950     |                                  | Borussia Mönchengladbach |          |
| Hans Bongartz            | 3.10.1951      |                                  | FC Schalke 04            |          |
| Heinz Flohe              | 28.1.1948      | 15. června 2013 (ve věku 65 let) | 1. FC Köln               |          |
| Uli Stielike             | 15.11.1954     |                                  | Borussia Mönchengladbach |          |
| Bernd Dürnberger         | 17.9.1953      |                                  | FC Bayern Mnichov        |          |
| Útočníci                 |                |                                  |                          |          |
| Herbert Wimmer           | 9.11.1944      |                                  | Borussia Mönchengladbach |          |
| Dieter Müller            | 1.4.1954       |                                  | 1. FC Köln               |          |
| Bernd Hölzenbein         | 9.3.1946       | 14. dubna 2024 (ve věku 78 let)  | Eintracht Frankfurt      |          |
| Ronald Worm              | 7.10.1953      |                                  | MSV Duisburg             |          |

## Jugoslávie
Hlavní trenér: Ante Mladinić - Úmrtí - 13. června 2002 (ve věku 72 let)

| Jméno               | Datum narození | Datum úmrtí                       | Klub                   |          |
| Brankáři            | Brankáři       | Brankáři                          | Brankáři               | Brankáři |
| ------------------- | -------------- | --------------------------------- | ---------------------- | -------- |
| Ognjen Petrović     | 2.1.1948       | 21. září 2000 (ve věku 52 let)    | Red Star Belgrade      |          |
| Enver Marić         | 23.4.1948      |                                   | FK Velež Mostar        |          |
| Ratko Svilar        | 6.5.1950       |                                   | FK Vojvodina Novi Sad  |          |
| Obránci             |                |                                   |                        |          |
| Ivan Buljan         | 11.12.1949     |                                   | HNK Hajduk Split       |          |
| Džemal Hadžiabdić   | 25.7.1953      |                                   | FK Velež Mostar        |          |
| Dražen Mužinić      | 25.1.1953      |                                   | HNK Hajduk Split       |          |
| Josip Katalinski    | 12.5.1948      | 9. června 2011 (ve věku 63 let)   | OGC Nice               |          |
| Luka Peruzović      | 26.2.1952      |                                   | HNK Hajduk Split       |          |
| Vladislav Bogićević | 7.11.1950      |                                   | Red Star Belgrade      |          |
| Záložníci           |                |                                   |                        |          |
| Branko Oblak        | 27.5.1947      |                                   | FC Schalke 04          |          |
| Jovan Aćimović –    | 21.6.1948      |                                   | Red Star Belgrade      |          |
| Edhem Šljivo        | 16.3.1950      |                                   | FK Sarajevo            |          |
| Franjo Vladić       | 19.10.1950     | 18. června 2024 (ve věku 73 let)  | FK Velež Mostar        |          |
| Momčilo Vukotić     | 2.6.1950       | 3. prosince 2021 (ve věku 71 let) | Partizan Bělehrad      |          |
| Útočníci            |                |                                   |                        |          |
| Ivica Šurjak        | 23.3.1953      |                                   | HNK Hajduk Split       |          |
| Danilo Popivoda     | 1.5.1947       | 9. září 2021 (ve věku 74 let)     | Eintracht Braunschweig |          |
| Jurica Jerković     | 25.2.1950      | 3. března 2019 (ve věku 69 let)   | HNK Hajduk Split       |          |
| Dragan Džajić       | 30.5.1946      |                                   | SC Bastia              |          |
| Vahid Halilhodžić   | 15.5.1952      |                                   | FK Velež Mostar        |          |
| Slaviša Žungul      | 28.7.1954      |                                   | HNK Hajduk Split       |          |